# Jeu vidéo en Finlande

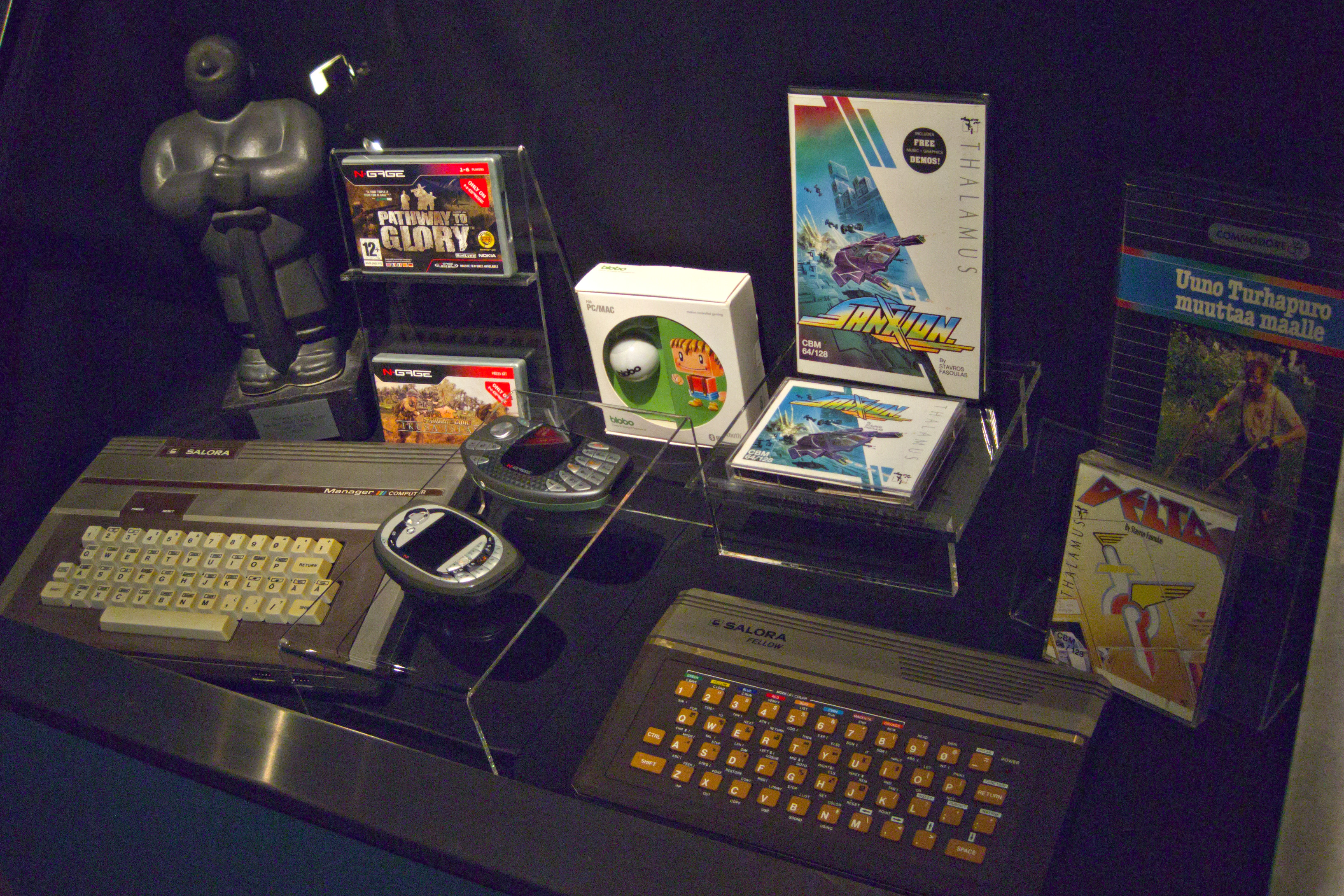
Jeux vidéo finlandais, d'alors et de maintenant (exposition à Tampere (du 5 juin 2012 au 10 juin 2012).

L'histoire de l'industrie du jeu vidéo en Finlande commence à l'automne 1979, lors de la publication d'un jeu d'échecs, pour le Telmac 1800 (en). Cette industrie voit le succès d'entreprises telles que Supercell, Rovio, Remedy Entertainment, Bugbear Entertainment, Sulake, RedLynx, Frozenbyte et Housemarque. Les jeux les plus importants, développés en Finlande, incluent Max Payne, Rally Trophy, Stardust et Angry Birds.

## 1979-1989: Héros et amateurs
Au début des années 1980, le développement de jeux informatiques en Finlande était un pur passe-temps. Le Commodore était l'ordinateur domestique le plus populaire. Les codes sources, généralement en BASIC, étaient distribués dans des magazines informatiques tout public tels que MikroBitti (en). Ce dernier offrait une récompense de 500 à 1 000 marks finlandais pour le programme du mois. Nintendo vendait des consoles, mais les développeurs finlandais n'étaient pas intéressés par les consoles, en partie parce que les droits de licence étaient trop élevés pour les amateurs.
Le premier jeu vidéo, fabriqué en Finlande, est le jeu d'échecs pour Telmac, sorti à l'automne 1979 : il s'agit du programme Chesmac de Raimo Suonio, publié par Topdata Oy. Il s'en vend alors 104 exemplaires. La publication de jeux vidéo à plus grande échelle démarre en 1984, quand AmerSoft (branche logicielle du conglomérat Amer Sports), produit quatre jeux pour les appareils Commodore : il s'agit de Mehulinja, Myyräjahti, Herkkusuu et Raharuhtimas. L'interface de jeu était en finnois et il n'était pas prévu des les commercialiser au niveau international.
En plus d'AmerSoft, TrioSoft et Teknopiste ont vendu des jeux et en plus de Commodore, des jeux ont été publiés pour les ordinateurs ZX Spectrum, le Spectravideo (en) et MSX.
Deux développeurs des premières années étaient particulièrement célèbres : Stavros Fasoulas (en) et Jukka Tapanimäki (en),.

## 1990-1999: La demoscene et le premier jeu Studios
Dans les années 1990, des plates-formes plus compliquées, Amiga et PC, prennent le statut de Commodore. Pour elles, le développement du jeu vidéo a besoin d'une équipe plutôt que de héros solitaires.

### La demoscene rassemble les développeurs
La demoscene, ou scène démo, qui émerge, réunit les développeurs. L'Assembly, organisée depuis 1992, en est un événement important. Cet évènement est le plus grand rassemblement de programmeurs du monde de la création artistique sous forme de programme. Cette assemblée est un rassemblement d'amateurs qui créent de courtes démonstrations pour démontrer leurs compétences en programmation. Les pirates sont importants dans le développement de la demoscene : les gens qui veulent obtenir des jeux gratuitement, ont appris à briser la protection anti-copie. Les différents groupes de crackers sont en compétition et pour se faire connaître, ils ont ajouté leur propre présentations aux cracks de jeux. Le développement de l'intro et les pirates commencent progressivement à développer leurs propres chemins, et la qualité visuelle des intros devient le sujet des compétitions. Selon Jussi Laakkonen, les coordinateurs de l'Assemblée, éléments importants dans l'émergence de la demoscene, sont les parents qui ont acheté à leurs enfants les ordinateurs familiaux, et ce ne sont pas les consoles de jeux, parce que ce n'est que seulement avec un ordinateur, que peuvent être programmées les intros et autres démos.

### Les premiers studios de jeux
Les premières entreprises finlandaises de jeux vidéo, Terramarque et Bloodhouse, ont vu le jour en 1993. En 1995, elles fusionnent pour former Housemarque. Les sociétés Terramarque et Bloodhouse développaient des jeux vidéo pour Amiga, mais la nouvelle société, Housemarque, cible l'évolution du marché des jeux PC.
Samuli Syvähuoko créé une entreprise appelée Remedy Entertainment, dans le garage de ses parents avec des personnes qu'il connaissait depuis la demoscene. Leur premier jeu de rallye est un succès. Ils s'installent dans de vrais bureaux et commencent à développer un jeu de tir qui plus tard est baptisé Max Payne.

### Premières étapes des jeux sur téléphone portable

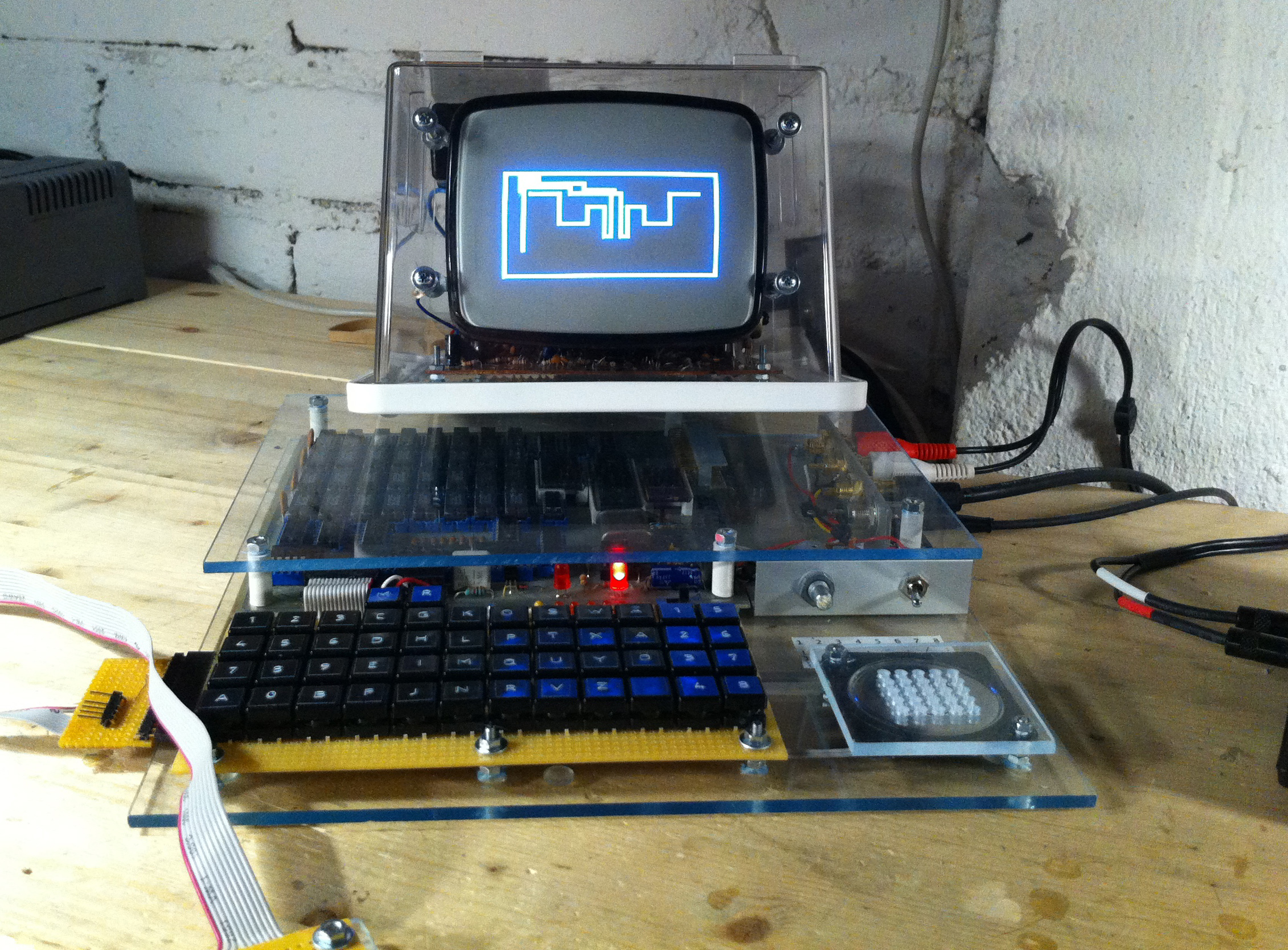
Le jeu Snake sur un.

Une variante du jeu d'arcade Snake est préchargée sur les téléphones mobiles Nokia. Les graphiques sont composés de carrés noirs, et il y a 4 directions. Il est programmé en 1997 par Taneli Armanto, un ingénieur concepteur chez Nokia et programmé pour la première fois sur le Nokia 6110 (en). Quelques autres jeux ont été inclus dans les téléphones Nokia, mais Snake est le seul qui a du succès.

## 2000-2004: Max Payne et les studios de jeux mobiles

### Première société de jeu vidéo mobile
Lorsque Nokia lance un web mobile primitif appelé WAP, certains jeux sont développés pour cet environnement. La technologie WAP est censée apporter l'Internet aux appareils mobiles, mais la facilité d'utilisation est médiocre et le transfert de données coûteux. L'enthousiasme d'Internet apporte de l'argent aux investisseurs pour les développeurs de jeux mobiles. Parmi les premiers figurent Springtoys, Housemarqye et Riot-E (en). Les géants internationaux du monde des affaires investissent 20 millions d'euros en capital risque pour Riot-E. Mais en quelques années, Riot-E fait faillite. Les jeux mobiles commencent à devenir plus attrayants, lorsque les téléphones avec écran couleur et Java deviennent plus communs. La distribution des jeux nécessite encore des contrats avec des téléopérateurs individuels qui gèrent leurs propres magasins d'applications. Comme il n' y a pas de grandes normes matérielles, chaque jeu doit être adapté en fonction du type de téléphones.

### Max Payne conquiert le monde
Le jeu Max Payne sort finalement en 2001 et il devient le jeu finlandais le plus vendu de l'époque. Pendant les 10 premières années, la franchise Max Payne se vend à plus de 7,5 millions d'exemplaires.

### Habbo

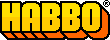
Logo de Habbo.

En août 2000, la première version de Habbo, de la société Sulake, un service de réseautage social et une communauté en ligne destinée aux adolescents, est inaugurée. Le service permet aux utilisateurs de créer leur propre personnage Habbo, un avatar et de concevoir des chambres d'hôtel, de rencontrer de nouveaux amis, de discuter avec d'autres joueurs, d'organiser des fêtes, de s'occuper d'animaux virtuels, de créer et de jouer à des jeux et de compléter des quêtes. Les créateurs de l'hôtel Habbo, Sampo Karjalainen et Aapo Kyrölä avaient précédemment fait un avatar pour le site internet d'un groupe appelé mobile et un jeu de boules de neige, à des fins de marketing, pour un téléopérateur. La première version du concept de l'hôtel s'appelait Hotelli Kultakala. Les versions internationales, maintenant appelées Habbo Hotel, ont été distribuées en premier au Royaume-Uni. Comme c'était le plus grand univers, le nouveau monde virtuel avait des versions en 11 langues et des utilisateurs dans plus d'une centaine de pays. Jouer à Habbo était libre mais c'est le micropaiement qui en assurait les revenus. Les utilisateurs avaient leurs propres chambres d'hôtel qu'ils pouvaient équiper d'articles qu'ils pouvaient commander et payer par des SMS. Plus tard, le paiement SMS a été remplacé par des jetons numériques.

## 2005-2007: Distribution numérique
La distribution numérique a révolutionné le développement des jeux. La société Valve lance Steam, en 2003. La plateforme Steam est considérée comme la plus grande plate-forme de distribution numérique pour les jeux sur PC et est estimée par Screen Digest représenter 75 %, de l'espace commercial en octobre 2013. Dans le modèle traditionnel, le développeur de jeux est un sous-traitant et la distribution s'avère coûteuse en raison des coûts de marketing, de matériel et d'expédition. Le développeur obtient environ 10 %. En matière de diffusion numérique, la distribution ne représente que 30 % des revenus. Cela permet aux développeurs de jeux vidéo indépendants d'apporter leurs produits sur le marché.

## 2008-2011: Apple prend le relais, Angry Birds est un succès
En 2008, le chiffre d'affaires de l'industrie du jeu vidéo, en Finlande, s'éleve à 87 millions d'euros et emploie plus d'un millier de personnes.
Apple lance l'App Store en 2008. C'est le point tournant du succès des jeux sur mobiles. Nokia essaye avec son propre marché, mais l'interface utilisateur de leurs téléphones Symbian OS est inférieure à celle des iPhones. Moins de 50 jeux sont lancés pour N-Gage, et chacun d'entre eux coûtet de 5 à 10 euros, alors que dans l'AppStore les jeux peuvent coûter moins d'un euro.
Rovio entertainment, qui avait commencé en 2003 sous le nom de Relude, décide de se concentrer sur les jeux des iPhone uniquement. Leur grand succès est Angry Birds. En juillet 2015, les jeux de la série sont téléchargés plus de trois milliards de fois, ce qui en fait la série de jeux freemium la plus téléchargée de tous les temps. C'est aussi l'application iOS la plus réussie.
Remedy lance Alan Wake, successeur de Max Payne, en 2010. La société avait un contrat avec Microsoft et le jeu est lancé exclusivement pour Xbox 360.

## 2012-: L'ère des jeux indépendants free-to-play
La distribution numérique encourage les petites entreprises qui démarrent, depuis 2011. Au cours de la période 2001-2014, 179 nouveaux jeux ont vu le jour et 1,26 milliard d'euros d'argent étranger ont été investis dans l'industrie du jeu vidéo en Finlande. Après le succès d'Angry Birds, les jeux gratuits (Free-to-play) deviennent les modèles les plus populaires. En Finlande, les recettes proviennent du micropaiement. Supercell lance trois jeux gratuits très populaires : Hay Day et Clash of Clans en 2012 et Boom Beach en 2014.
Le chiffre d'affaires de Supercell, en 2013, s'élève à 672 millions d'euros. La majorité de ses actions sont vendues à la banque japonaise SoftBank et à GungHo Online Entertainment, en 2013. Lorsque SoftBank augmente sa participation dans la société, l'évaluation de Supercell est passée à 5,5 milliards $. Cela fait de Supercell le studio de jeu mobile le plus rentable au monde.
Le chiffre d'affaires de l'industrie du jeu vidéo (développement et services aux jeux), pour 2014, s'élève à 2 400 millions d'euros. Cela équivaut à 25 % du chiffre d'affaires du secteur des Technologies de l'information et de la communication et à 20 % de la valeur ajoutée du secteur culturel.

### Source de la traduction
- (en) Cet article est partiellement ou en totalité issu de l’article de Wikipédia en anglais intitulé « History of video game industry in Finland » (voir la liste des auteurs).